# NXDATA
NXDATA este unul dintre cei mai importanți furnizori de centre de date din România și cel mai dens și extins hub de interconectare și peering din Europa de Sud-Est. Fondată în 2000, NXDATA oferă servicii de colocare, conectivitate și centre de date din 2002. 
NXDATA operează 2 centre de date în București, NXDATA-1 și NXDATA-2 și se concentrează exclusiv pe furnizarea infrastructurii critice asociate serviciilor de colocare și centre de date: distribuție de energie electrică, controlul climatizării, spațiu fizic securizat, cablare structurată și acces la majoritatea rețelelor de telecomunicații disponibile.
Cu supraveghere 24/7/365, centrele de date NXDATA sunt echipate conform celor mai înalte standarde tehnice: sisteme de detecție și prevenire a incendiilor, sisteme de distribuție a energiei electrice, sisteme de alimentare neîntreruptibilă, echipamente de climatizare și ventilație, generatoare Diesel de rezervă și conectivitate la rețea.
Independența noastră față de operatorii de telecomunicații existenți pune la dispoziția clienților noștri libertatea de a-și alege furnizorul de servicii în cele mai bune condiții și fără restricții. Infrastructura IT&C, internetul și rețelele de comunicații sunt considerate de către clienții noștri resurse de afaceri. NXDATA oferă flexibilitatea necesară pentru a face față schimbărilor economice, pentru creșterea rapidă a afacerilor, precum și extinderea acestora pe piețe noi.
Locațiile facilităților NXDATA sunt:
- NXDATA-1[1] este situat în clădirea FEPER din București, Bd. Dimitrie Pompeiu, Nr. 8, Sector 2[2]
- NXDATA-2[3] este situat în fosta clădire IEMI (actuala Clădire BOB din Complex UpGround) din București, pe Bd. Dimitrie Pompeiu, Nr. 6-A, Sector 2[4]

În NXDATA sunt prezenți majoritatea operatorilor de telecomunicații din România.

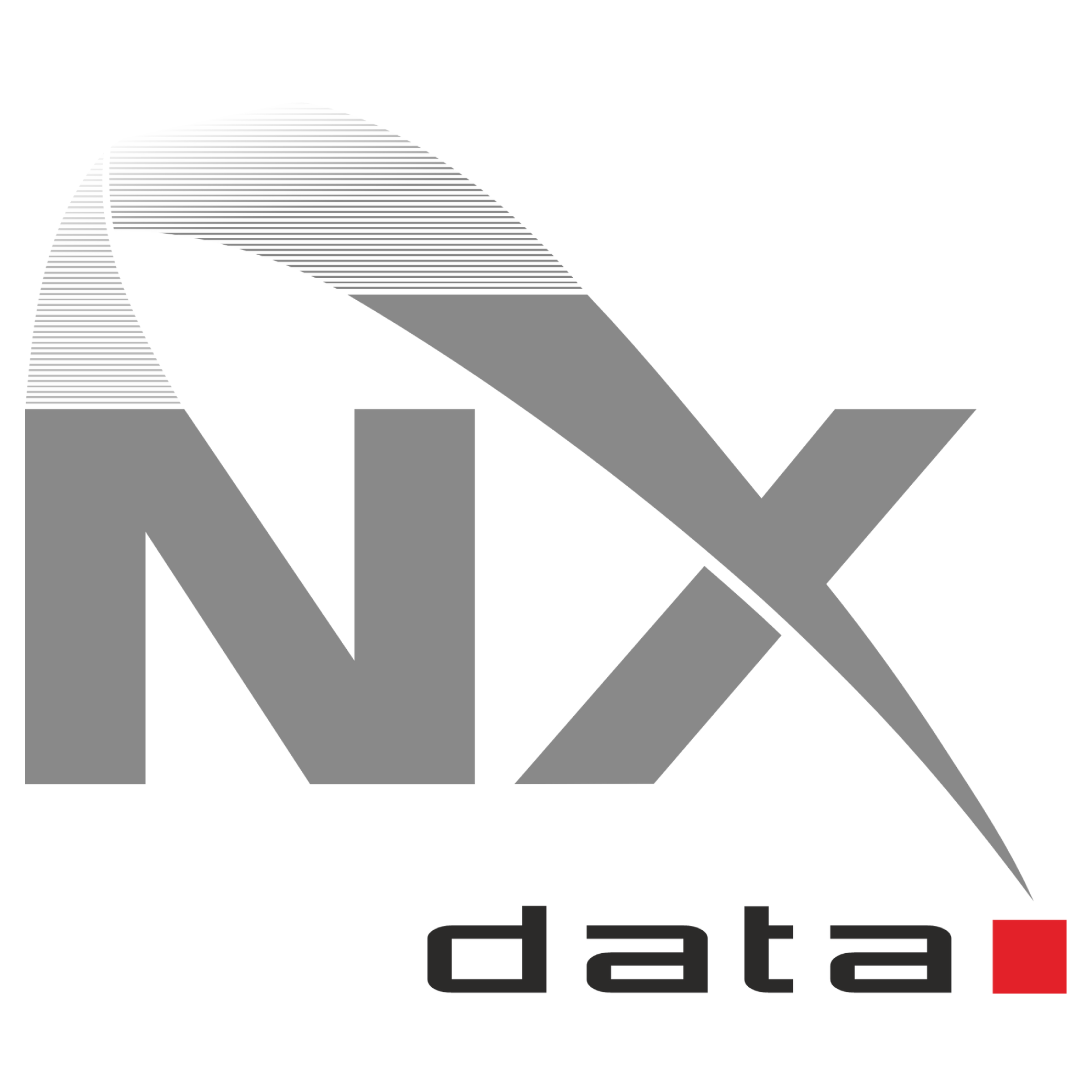